# Roturas de Cabañas
Pour les articles homonymes, voir Roturas et Cabañas.
Roturas de Cabañas est un village de la région d'Estrémadoure, dans la province de Cáceres. Ce hameau compte avec Cabañas del Castillo, Retamosa et Solana la même mairie.